# Steve Lewton
Stephen Michael (Steve) Lewton (Northampton, 5 mei 1983) is een professioneel golfer uit Engeland.
Lewton is een van de tourspelers die door de Woburn Golf Club wordt gesteund.

## Loopbaan
In 2007 kwalificeerde Lewton zich voor de Sunshine Tour en speelde daar een seizoen lang. In 2009 speelde Lewton de Alps Tour.
In 2010 was zijn beste resultaat een 13de plaats op het Madeira Island Open. In het najaar bracht hij voor het eerst een bezoek aan de Europese Tourschool, waar hij Stage 2 won en zich dus kwalificeerde voor de Final Stage, die in december wordt gespeeld.
In 2012 maakte Lewton zijn debuut op de Aziatische PGA Tour. Op 5 oktober 2014 behaalde hij daar zijn eerste profzege door de Mercuries Taiwan Masters te winnen.

## Erelijst

### Professional
Asian Tour
| Nr. | Datum          | Golftoernooi             | Score           | Score | Info            |
| --- | -------------- | ------------------------ | --------------- | ----- | --------------- |
| 1   | 5 oktober 2014 | Mercuries Taiwan Masters | 70-72-70-71=283 | –5    | Eerste profzege |